# Klubi Futbollit Partizani Tirana
El Klubi Futbollit Partizani Tirana és un club de futbol albanès de la ciutat de Tirana.
El club va competir per primera vegada en una competició oficial l'any 1947 on va guanyar el Campionat Nacional d'Albània, coronant-se així com a campió d'Albània en la seva temporada de debut així com les dues temporades següents. En total, el club ha estat campió nacional en 17 ocasions entre 1947 i 2023, que és l'última vegada que el club va guanyar la Kategoria Superiore. Han guanyat altres 18 honors nacionals reconeguts oficialment, incloses 15 copes d'Albania i Segona Divisió. També són l'únic club albanès que ha guanyat una competició internacional de futbol a través de la seva campanya de la Copa Balcans de 1970 en què va vèncer a la final al búlgar Beroe Stara Zagora.

## Història
Va ser fundat el 1946. El club, sota el règim comunista, era dirigit pel ministeri de defensa del país. Aquest fet durà fins al 1990.

## Palmarès
- Lliga albanesa de futbol 17:
  - 1947, 1948, 1949, 1954, 1957, 1958, 1959, 1961, 1962-63, 1963-64, 1970-71, 1978-79, 1980-81,1986-87, 1992-93, 2018-19, 2022-23

- Segona divisió de la Lliga albanesa: 1 
  - 2000-01

- Copa albanesa de futbol: 15
  - 1948, 1949, 1957, 1958, 1961, 1964, 1966, 1968, 1970, 1973, 1980, 1991, 1993, 1997, 2004

- Supercopa albanesa de futbol: 2
  - 1993, 2004

- Copa Balcànica de clubs: 1
  - 1970

Fonts:

## Futbolistes destacats
| N. | Pos. | Nac. | Jugador         |
| -- | ---- | --- | --------------- |
| —  | MIG  | [[Fitxer:Flag of Albania.svg\|23x15px\|border \|alt=Albània\|link=Selecció de futbol d'Albània\|{{#if:\|]] | Klodian Duro    |
| —  | MIG  | [[Fitxer:Flag of Albania.svg\|23x15px\|border \|alt=Albània\|link=Selecció de futbol d'Albània\|{{#if:\|]] | Redi Jupi       |
| —  | DAV  | [[Fitxer:Flag of Albania.svg\|23x15px\|border \|alt=Albània\|link=Selecció de futbol d'Albània\|{{#if:\|]] | Edmond Kapllani |

| N. | Pos. | Nac. | Jugador       |
| -- | ---- | --- | ------------- |
| —  | DAV  | [[Fitxer:Flag of Albania.svg\|23x15px\|border \|alt=Albània\|link=Selecció de futbol d'Albània\|{{#if:\|]] | Erjon Bogdani |
| —  | DAV  | [[Fitxer:Flag of Albania.svg\|23x15px\|border \|alt=Albània\|link=Selecció de futbol d'Albània\|{{#if:\|]] | Sokol Kushta  |

Fonts: